# Karel Schmeidler
Karel Schmeidler (27. února 1951 Ivančice – 9. listopadu 2021) byl český vědec, vysokoškolský pedagog, publicista a výzkumný pracovník v oblasti architektury, urbanismu, sociologie města a dopravy.

## Vzdělání
Po ukončení středoškolského vzdělání nastoupil na Fakultu stavební VUT v Brně, obor architektura a urbanismus (1976, disertace 1980). Získané znalosti si poté postgraduálně rozšířil znalostmi v zahraničí, kde studoval specializaci v rámci oboru občanských staveb na ETH – Eidgenössische Technische Hochschule Curych (1986), studium sociologie zahájil na Karlově univerzitě a dokončil na Masarykově univerzitě (PhDr. 1988). Postgraduál absolvoval na drážďanské univerzitě v Německu (1994), poté spolupracoval v developerské firmě Amberton Shaw, specializující se na revitalizaci měst, v Glasgow (abs. 1997).

## Praxe
Po obhájení kandidátské disertační práce se stal vědeckým pracovníkem na Ústavu architektonické tvorby Fakulty architektury Vysokého učení technického v Brně, kde působil až do roku 1994. Poté byl zaměstnán jako pedagogický pracovník na Ústavu urbanistické tvorby Fakulty architektury VUT v Brně, v roce 1997 se habilitoval na oboru urbanismus. Pracoval na vysokých školách a vědeckých ústavech v Anglii – University of Central England, Birmingham, Dánsku – DTH Lyngby u Kodaně, Rusku – Fakulta architektury a stavitelství St. Petersburg a Rakousku – Univerzita Vídeň. V letech 2000 až 2011 působil jako vedoucí sekce aplikované sociologie v urbanismu a dopravě v Centru dopravního výzkumu v.v.i. v Brně. V roce 1991 založil vlastní architektonicko-urbanistickou a konzultační kancelář.
Současně se léta věnuje také pedagogické činnosti – vyučoval na Vysokém učení technickém v Brně, Fakultě architektury, Fakultě stavební a Fakultě strojní, externě na Českém vysokém učení technickém v Praze, Fakultě architektury a Fakultě stavební, Vysoké škole báňské – Technické univerzitě Ostrava a Vyšší odborné škole v Brně.
Osobně za svůj největší profesní úspěch považuje získání visiting professorship na University of Central England v Birminghamu, přijetí do Urban Fellows Programme na Jons Hopkins university v Baltimore, USA či práce na Fakultě architektury na Eidgenossische Technische Hochschule ve švýcarském Curychu.

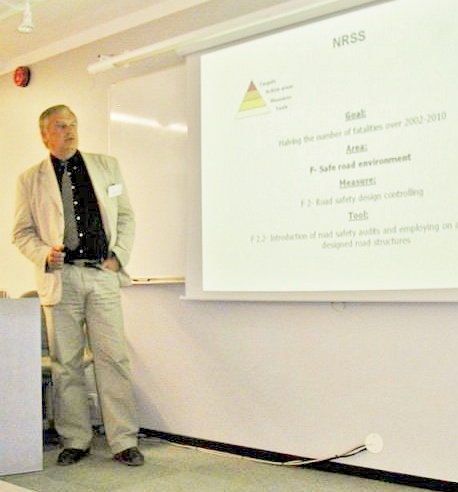
Přednáška o dopravní bezpečnosti ve městech, Karel Schmeidler na univerzitě v Tartu, Estonsko

## Vědecká a publikační činnost
Během své letité praxe získal renomé uznávaného odborníka v oblasti dopravy, architektury, urbanismu a územního plánování. Jako řešitel i vedoucí připravil a úspěšně vyřešil řadu národních i zahraničních výzkumných projektů zaměřených na architekturu, životní prostředí měst a sociální a dopravní aspekty urbánního rozvoje.
Dlouhodobě (1994–2001) vykonával funkci národního zástupce České republiky v asociaci evropských škol urbanismu AESOP – Association of European Schools of Planning a v česko-rakouském programu vědecké a pedagogické spolupráce AKTION (od roku 1995 do 2001). V roce 2000 byl předsedou organizačního výboru kongresu AESOP Brno 2000. Od roku 2001 byl zástupcem ČR v organizaci International Co-operation on Theories and Concepts in Traffic Safety.

## Politická činnost
Ve volbách do Senátu PČR v roce 2014 kandidoval za hnutí ANO 2011 v obvodu č. 60 – Brno-město. Se ziskem 14,88 % hlasů skončil na 4. místě a nepostoupil tak ani do kola druhého. Za hnutí také kandidoval v komunálních volbách v roce 2014 do Zastupitelstva města Brna a do Zastupitelstva Městské části Brno-Bystrc, ale ani v jednom případě neuspěl.
Ve volbách do Senátu PČR v roce 2018 kandidoval jako nestraník za hnutí SPD v obvodu č. 59 – Brno-město. Se ziskem 7,44 % hlasů skončil na 4. místě. Ve volbách do Evropského parlamentu v květnu 2019 kandidoval jako nestraník na 21. místě kandidátky hnutí SPD, ale nebyl zvolen.

## Funkce ve vědeckých orgánech (výběr)
- Management Board, HUMANIST, Center of Excellence, Lyon, Bron, France
- Management commitee COST 349, The Accessibility of Coaches and Long Distance
- Buses for People with Reduced Mobility, Brussels, Belgium
- Management commitee COST 352, Influence of Modern In-vehicle Information
- Systems on Road Safety Requirements, Brussels, Belgium
- Management commitee COST 355, Changing behavior towards a more sustainable transport system, Brussels, Belgium
- Management Commitee COST C20, Urban Knowledge Arena – Developing a European Arena for Cross-Boundary Co-operation in Production of Knowledge and Know-how on Complex Urban Problems, Brussels, Belgium
- AESOP – Association of European Schools of Planning, Management Board Transport and Infrastructure, Bristol, United Kingdom
- Expert for the European Commission, DG Information Society, Brussels, Belgium
- Expert Agentúry na podporu výskumu a vývoja, Slovenská grantová agentura, Bratislava, Slovensko
- Habilitační komise pro obory architektura a urbanismus Technické univerzity Bratislava – Slovenská vysoká škola technická, Fakulta architektury, Bratislava, Slovensko
- Komise pro udílení vědeckých hodností PhD v oborech architektura a urbanismus, Technická univerzita – Vysoká škola technická, Fakulta architektury, Bratislava, Slovensko
- Komise pro udílení vědeckých hodností PhD v oborech architektura a urbanismus, ČVUT Praha
- Vysoká škola báňská – Technická univerzita Ostrava, Oborová rada dopravní technika a technologie doktorského studijního programu
- Vysoké učení technické Brno, Fakulta architektury, komise pro udělení vědeckých hodností PhD v oboru urbanismus.

## Dílo (výběr)
S jeho výzkumnými aktivitami souvisí rovněž rozsáhlá publikační činnost. Je autorem cca 200 odborných článků ve vědeckých časopisech, tří českých a dvou anglických odborných knih a desítek kapitol v cizojazyčných odborných publikacích.
- BERNHARD, M., SCHMEIDLER, K. Human Machine Interface Research and ITS. In MONTERDE, H., MORENO, D. Towards Future Traffic Safety Research: International Co-operation on Theories and Concepts in Traffic Safety. 1st ed. Valencia: Palmero Ediciones, 2008, p. 493–503. ISBN 978-84-936390-3-7.
- REHNOVÁ, V., MACKŮ, I., SCHMEIDLER, K. et. al. Professional drivers and IVIS. In BRUSQUE C. The influence of in-vehicle information systems on driver behaviour and road safety: Synthesis of existing knowledge. 1st ed. Paris: INRETS, 2007, p. 112. ISBN 978-2-85782-650-7
- SCHMEIDLER, K. a kol. Problémy mobility stárnoucí populace: Sociální exkluze a mobilita. 1. vyd. Brno: Novpress, 2009. 200 s. ISBN 978-80-87342-05-3.
- SCHMEIDLER, K. Demographic Change, Urban Transport and Accessibility for Elderly in Czech Republic. In HOFF, A., PEREK-BIALAS, J. The Ageing Societies of Central and Eastern Europe: Some Problems, Some Solutions. 1st ed. Krakow, Wydawnictwo Uniwersytetu Jagiellonskego: Oxford Institute of Ageing, University of Oxford, UK, 2008, p. 113–126. ISBN 978-83-233-2577-2.
- SCHMEIDLER, K. Peripheral Regions of European Union – Case Study Czech Republic. In VENTURA, P., TIBONI, M. Sustainable Developments Targets and Local Participation in Minor Deprived Communities: Sustainable Development Policies for Minor Deprived Urban Communities. 1st ed. via Ripamonti 89, 20 139 Milano: The McGraw-Hill Companies, S.r.l., 2009, p. 63–78. ISBN 978-88-386-6689-6.
- SCHMEIDLER, K. Sociologie v architektonické a urbanistické tvorbě, Ing. Novotný, Brno, 1997, druhé vydání 2001, ISBN 80-238-6582-X
- SCHMEIDLER, K. The role of Transport research centre in HUMANIST – Centre of Excellence Programme. In MONTERDE, H., MORENO, D. Towards Future Traffic Safety Research: International Co-operation on Theories and Concepts in Traffic Safety. 1st ed. Valencia: Palmero Ediciones, 2008, p. 58–71. ISBN 978-84-936390-3-7.
- SCHMEIDLER, K. Tvorba prostředí a její humanitní komponenty. In AULICKÝ, V. a kol. Inteligentní budovy a ekologické stavby: Tvorba prostředí budov. 1. vyd. Praha: Dr. Josef Raabe s.r.o., 2008, s. 3–65.
- SCHMEIDLER, K., RISSER, R. Assessing Life Quality in Transport Planning and Urban Design. In MARSHALL, S., BANISTER, D. Land Use and Transport: European Research towards Integrated Policies. 1st ed. United Kingdom: ELSEVIER, 2007, p. 348. ISBN 978-0-08-054991-0
- SCHMEIDLER, K. Mobilita, transport a dostupnost ve městě: Mobilita ve městě pro každého. 1. vyd. Ostrava-Přívoz: Key Publishing s.r.o., 2010. 245 s. ISBN 978-80-7418-063-7.
- SCHMEIDLER, K. Renewal Process of Rural Villages in Czech Republic. In DAMIANAKOS, D., VENTURA, P., ZAVRIDES, N. Minor Communities and Natural and Cultural Heritage: An Asset or a Liability? Sustainable Development Policies for Minor Deprived Urban Communities. 1st ed. Milano: McGraw-Hill companies, Publishing Group Italia, 2011, p. 69–86. ISBN 978-88-386-7263-7
- SCHMEIDLER, K. et. al. Human Machine Interface: Impact and effect of IVIS and ADAS in car. 1st ed. Brno: Transport Research Centre, 2010. 113 p. ISBN 978-80-86502-18-2.
- SCHMEIDLER, K. Regeneration Strategies in Czech Republic – Strategies, Policies, Practices and Experience. In TIRA, M., Ivanička K., and ŠPIRKOVA D., Industrial Urban Land Development: Land Management for Urban Dynamics. 1st ed. Bratislava: SPECTRA – Centre of Excellence of Slovak University of Technology, 2011, p. 55–63.
- SCHMEIDLER, K., Housing and Urban development Trends in Czech Republic, In TIRA, M., van der Krabben E., Zanon B., Land Management for Urban Dynamics: Innovative Methods and Practices in Changing Europe. 1st ed. 47822 Santarcangelo di Romagna (RN), Via del Carpino 8: Maggioli S.p.A, Italy, 2011, p. 89–98. ISBN 978-88-387-6066-2.
- SCHMEIDLER, K., Regeneration Strategies in the Czech Republic, Strategies, Policies, Practices and Experiences In TIRA, M. van der Krabben E., Zanon B., Land Management for Urban Dynamics: Innovative Methods and Practices in Changing Europe. 1st ed. 47822 Santarcangelo di Romagna (RN), Via del Carpino 8: Maggioli S.p.A, Italy, 2011, p. 89–98. ISBN 978-88-387-6066-2.
- SCHMEIDLER, K., Concepts for City Development in Czech Republic, In Ventura P., Calderon E. J., Tiboni M., Sustainable Development Policies for Minor Deprived Urban communities, COST Action 27, The McGraw-Hill Companies, S.e.l. Publishing Group Italia, Via Ripamonti 89, Milano, Italy, 2011, pp. 99 – 112
- SCHMEIDLER, K., Urban Regeneration and Revitalisation Strategies in the Czech Republic, in Martinez-Fernandez C., Kubo N., Noya A. and Weyman T.: Demographic Change and Local Development: Shrinkage, Regeneration and Social Dynamics, OECD LEED – Better Policies for better Lives, pp 167–178, Paris, France, 2012
- SCHMEIDLER, K., ANDERSEN, H. T., DIMITROVA, E., Urban knowledge and Large Housing Estates in Europe, in Andersen, H. T., Atkinson R., eds. Production and Use of Urban Knowledge, European Experiences, Springer, Netherlands, 2013, pages 103–132, ISBN 978-90-481-8935-9, ISBN 978-90-481-8936-6 (e-Book)
- SCHMEIDLER, K., Public Participation in Czech Republic, in Dawson R., Wyckmans A., Heidrich O., Understanding Cities: Advances in integrated assessment of urban sustainability. Final report of COST Action TU0902, Centre for Earth Systems Engineering Research (CESER), Sheffield-Newcastle 2014, UK, ISBN 978-0-9928437-0-0